# Modrzyk mały
Modrzyk mały (Porphyrio albus) – gatunek średniej wielkości ptaka z rodziny chruścieli (Rallidae). Występował endemicznie na Lord Howe. Między pierwszym (1788) i ostatnim opisaniem żywego ptaka (1790) minęły zaledwie dwa lata. Gatunek uznany za wymarły, wyginął wskutek odłowu przez wielorybników i żeglarzy.

## Taksonomia

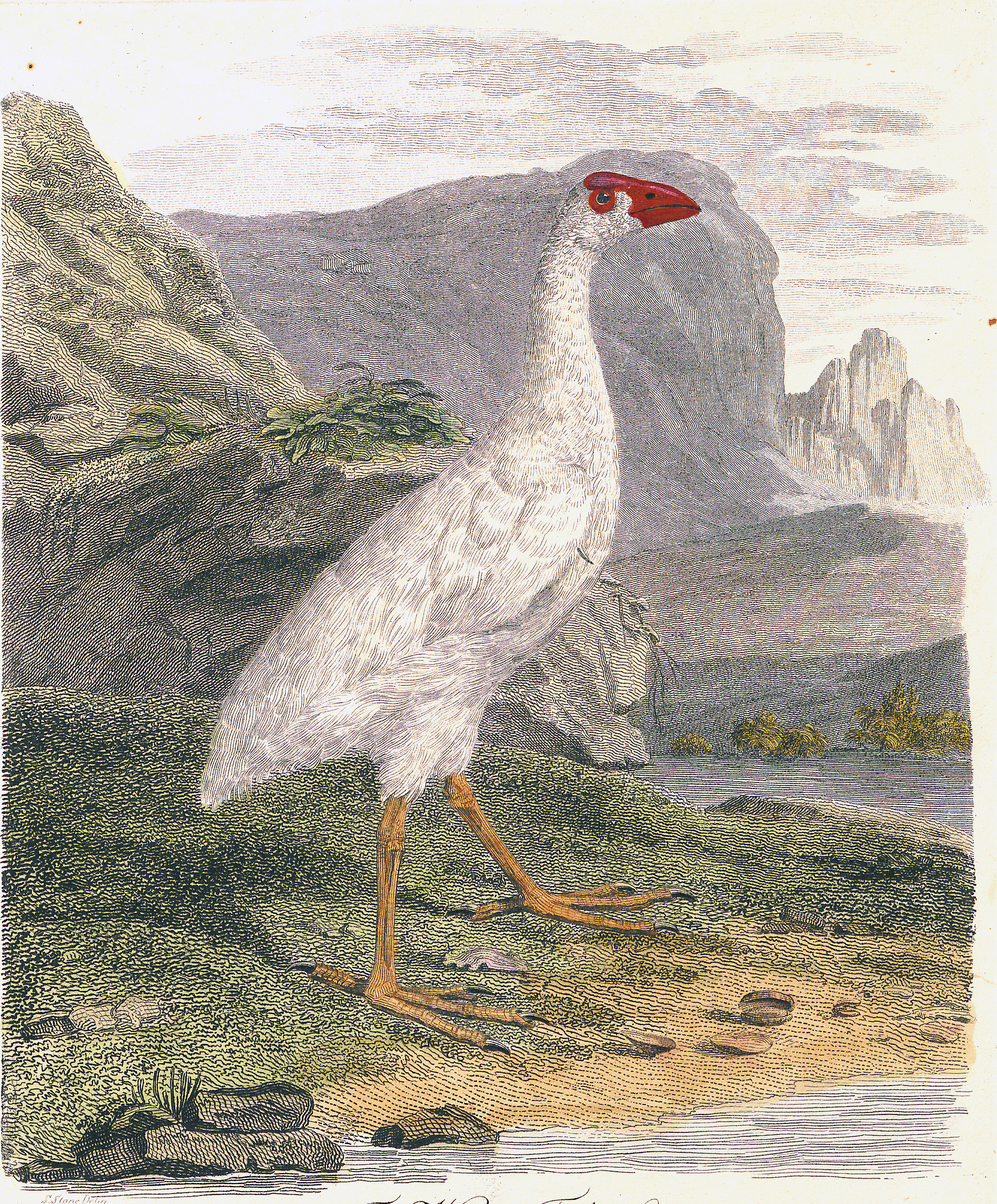
Tablica załączona do pierwszego formalnego opisu

Po raz pierwszy zgodnie z zasadami nazewnictwa binominalnego gatunek opisał angielski botanik i zoolog George Shaw w dzienniku Johna White’a Journal of a Voyage to New South Wales dotyczącym ekspedycji z lat 1787–1788. Opis zawierał wzmiankę o upierzeniu oraz porównanie z innymi wówczas znanymi gatunkami z rodzaju; autor napisał, że modrzyk mały wyglądem, z wyjątkiem swej białej barwy, podobny jest do zwyczajnego (Porphyrio porphyrio). Do opisu dodana była tablica barwna oznaczona numerem 27 (po lewej). Nowemu gatunkowi nadał nazwę naukową Fulica alba. Obecnie (2020) Międzynarodowy Komitet Ornitologiczny umieszcza modrzyka małego w rodzaju Porphyrio. Opis Shawa nie był pierwszy; wcześniej, w 1789, modrzyka małego opisał Arthur Phillip, ówczesny gubernator Nowej Południowej Walii.
Istnieją dwa okazy muzealne – jeden znajduje się w zbiorach w Wiedniu, drugi w Liverpoolu. Okaz, na podstawie którego narysowano ptaka na tablicy z 1790, trafił do Wiednia po tym, jak ówczesne Royal Museum kupiło go w 1806 od Leverian Museum; jest to holotyp. Do spreparowanego ptaka dołączono informację: ‘Lot 2782: White fulica, Fulica alba, New Holland. Pochodzenie okazu z Liverpoolu jest nieznane. Kiedy w 1940 K.A. Hindwood opublikował swój artykuł na temat ptaków, Lord Howe wspomniał, że znany jest tylko jeden okaz. Poza tym znane są ilustracje, 6 opisów znanych z pierwszej ręki (1788–początek 1790?) i szczątki subfosylne.
Nie jest jasne, czy modrzyk mały był odrębnym gatunkiem. Wiadomo, że ptaki te były nielotne (a przynajmniej tak się zachowywały); u dwóch okazów muzealnych zachowały się miękkie lotki i sterówki, charakterystyczne dla nielotów. U przedstawicieli Porphyrio na wyspie zdarza się leucyzm. Mayr przypuszczał, że osobniki białe zostały wytępione, gdyż bardziej rzucały się w oczy od ptaków biało-niebieskich lub niebieskich. Niejasności w systematyce pojawiły się po raz pierwszy, gdy G. Dawson Rowley opisał okaz z Liverpoolu pod nazwą Porphyrio stanleyi na cześć Edwarda Smitha-Stanleya, dodając, że pochodzi z Lord Howe lub Nowej Zelandii. Wskazał liczne powierzchowne różnice między okazem z Wiednia a tym z Liverpoolu, twierdząc przy tym, że ptak z Wiednia zbliżony jest do modrzyka zwyczajnego, a ten z Liverpoolu do takahe (Porphyrio hochstetteri); na podstawie długości skrzydeł uznał również, że był to ptak lotny (co nie zgadza się z obserwacjami żywych modrzyków małych). Część autorów zaczęła kwestionować odrębność gatunkową obydwu białych modrzyków. Temminck (1820), Gray (1844) i Mayr (1941) uznawali przedstawicieli Notornis alba (pod taką nazwą był wówczas znany gatunek) za albinotyczną odmianę modrzyka zwyczajnego, podobnie jak Rowley w 1875, mimo że w tej samej własnej publikacji opisał tego ptaka jako odrębny gatunek.

## Morfologia

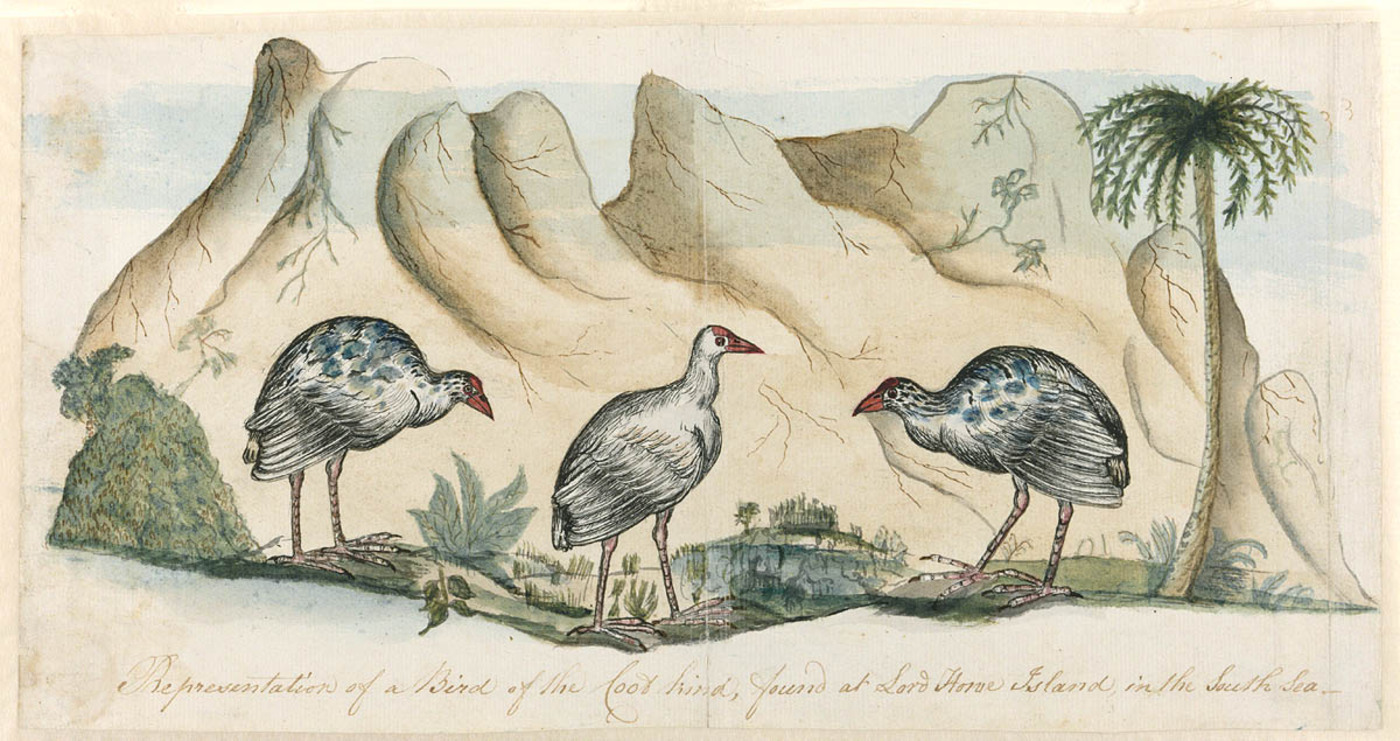
Ilustracja z 1788 autorstwa Arthura Bowesa Smytha; widoczne zróżnicowane upierzenie

Długość ciała wynosiła około 36 cm. Upierzenie było zmienne. Arthur Bowes Smythe, który jako pierwszy zilustrował przedstawicieli tego gatunku, narysował jednego ptaka całkowicie białego i dwa o mieszanym upierzeniu. Część ptaków była całkowicie biała, inne miały upierzenie mieszane lub całkowicie niebieskie. Możliwe, że ptaki z obecną barwą niebieską były hybrydami z modrzykiem (na Lord Howe występują przedstawiciele podgatunku P. p. melanotus). Dziób i rogowa tarcza były czerwone, nogi czerwone lub żółte. Szczegół ten różni się zarówno w opisach, jak i na ilustracjach. W oryginalnym opisie Shaw zaznaczył, że u wyschniętego okazu nogi są żółte, tablica barwna również przedstawia ptaka z żółtymi nogami, jednak okaz z Wiednia, czyli holotyp, ma nogi czerwone. U spreparowanego modrzyka z Liverpoolu nogi i dziób zostały pomalowane na czerwono, nie wiadomo, jakiej barwy były najpierw. Thomas Gilbert nogi opisał jako żółte. Phillip (1789) przedstawił szczegółowy opis upierzenia tego ptaka, najprawdopodobniej wykonany na podstawie obserwacji żywego ptaka, którego otrzymał w Sydney. Miał on mieć czerwoną tęczówkę i nogi. U okazu ze zbiorów w Wiedniu na zgięciu skrzydła występuje szpon.
Nie jest jasne, które opisy historyczne dotyczą modrzyków małych, które hybryd, a które modrzyków zwyczajnych. Wiadomo, że przez ostatnie 130 lat (stan z 2016) modrzyki zwyczajne pojawiały się na wyspie tylko jako ptaki zabłąkane, a zaczęły na niej gniazdować dopiero w 1987. Dane co do wielkości są sprzeczne. Okaz z Liverpoolu ma krótsze i mocniej zbudowane nogi niż modrzyki zwyczajne, mniej masywny dziób, miększe lotki i sterówki. Fuller (1987) twierdził, że modrzyki małe miały być większe od modrzyków zwyczajnych i mieć mocniej zbudowany dziób. David Blackburn opisał dziób jako gruby i ostro zakończony.
Wymiary dla osobników odpowiednio z Liverpoolu i Wiednia: długość skrzydła 228 mm, długość ogona 88 i 75 mm, długość górnej krawędzi dzioba 63 (do nasady tarczy) i 79 (wraz z tarczą) mm, długość skoku 77 i 92 mm. Należy jednak zaznaczyć, że u okazu z Liverpoolu całkowicie brakuje pochwy rogowej dzioba (ramfoteki), a sam dziób został przemalowany; fakt do 2016 pozostał niezauważony. Tłumaczy to znaczącą różnicę w długości dzioba obydwu okazów i jedynie długość dzioba dla okazu z Wiednia można uznać za wiarygodną.

## Zasięg
Modrzyk mały występował wyłącznie na Lord Howe.
Pojawiały się również doniesienia o tym, że występowały na Norfolku i Piramidzie Balla, są one jednak nieprawdziwe. Nieporozumienia wśród naukowców rozpoczął Phillip, który napisał, że ptaki te zamieszkują Lord Howe i inne miejsca, później zaś Latham napisał, że zasiedlają one tylko Norfolk. Miał się odnieść do informacji dostarczonych przez Phillipa i White’a, jednak wskazali oni tylko Lord Howe. Informacje przez nich dostarczone również nie są pewne, bowiem obydwaj nie odwiedzili osobiście Lord Howe. August von Pelzeln powtórzył informacje podane przez Lathama. W Leverian Museum do wiedeńskiego okazu dodano adnotację, wedle której ptak miał pochodzić z Australii (New Holland). Między Sydney a Norfolkiem często pływały statki, nierzadko zatrzymując się na Lord Howe, co mogło doprowadzić do pomyłek. Ostatecznie kwestię występowania modrzyków małych na Norfolku rozstrzygnął Iredale (1910), który wykazał, że w czasach bliskich wymienionym autorom modrzyk mały nie występował na żadnej innej wyspie niż Lord Howe.

## Ekologia i zachowanie
Modrzyki małe były nielotami. Zamieszkiwały zadrzewione nizinne obszary. David Blackburn, który odwiedził Lord Howe w marcu i maju 1788, jako jedyny wspomniał o diecie ptaka. Były ponoć mięsożerne i zdolne do podawania sobie pokarmu do dzioba łapami, tak jak czyniły to papugi. W kolekcji Thomasa Watlinga znajdowała się ilustracja nieznanego autora (obecnie w Muzeum Historii Naturalnej w Londynie) opatrzona dodatkowym opisem. Według niego pisklęta miały być całkowicie czarne, następnie stawały się niebieskoszare, później całkiem bielały.

## Status
IUCN uznaje modrzyka małego za gatunek wymarły (EX, Extinct). BirdLife International jako przyczynę wymarcia wskazuje odłów przez wielorybników i żeglarzy. Między pierwszym a ostatnim opisaniem żyjącego ptaka minęły zaledwie dwa lata (1788–1790). Na Lord Howe ludzie na stałe zamieszkali w 1834, ale już wcześniej wyspę odwiedzali wielorybnicy i żeglarze. Arthur Bowes Smythe, chirurg z okrętu Lady Penrhyn, opisał uległość charakterystyczną dla ptaków wyspowych (island tameness) w odniesieniu do modrzyków małych i wodników brunatnych (Hypotaenidia sylvestris). Miały być one pozbawione lęku przed człowiekiem, dawały się łapać w ręce lub zabijać kijami. Wspomniał o tym również White. Foulis, który przebywał na wyspie między 1844 a 1847, jako pierwszy zbadał awifaunę wyspy; nie odnotował już jednak modrzyka małego.